# Nordin Musampa
Nordin Musampa (Almere, 13 ottobre 2001) è un calciatore olandese, difensore svincolato.

## Biografia
Suo zio Kiki è un allenatore ed ex calciatore professionista.

## Carriera

### Club
Cresciuto nel settore giovanile dell'Ajax, tra il 2019 e il 2022 ha giocato nella seconda squadra dei Lancieri, totalizzando 56 presenze e tre reti. Il 22 aprile 2022 è stato acquistato dal Groningen, firmando un contratto triennale con opzione di rinnovo per un ulteriore anno. Il 1º ottobre successivo ha esordito in Eredivisie, in occasione dell'incontro perso 1-4 contro l'AZ Alkmaar.

### Nazionale
Ha giocato nelle nazionali giovanili olandesi Under-15, Under-17 ed Under-18.

## Statistiche

### Presenze e reti nei club
Statistiche aggiornate al 26 aprile 2023.
| Stagione         | Squadra          | Campionato       | Campionato | Campionato | Coppe nazionali | Coppe nazionali | Coppe nazionali | Coppe continentali | Coppe continentali | Coppe continentali | Altre coppe | Altre coppe | Altre coppe | Totale | Totale |
| Stagione         | Squadra          | Comp             | Pres       | Reti       | Comp            | Pres            | Reti            | Comp               | Pres               | Reti               | Comp        | Pres        | Reti        | Pres   | Reti   |
| ---------------- | ---------------- | ---------------- | ---------- | ---------- | --------------- | --------------- | --------------- | ------------------ | ------------------ | ------------------ | ----------- | ----------- | ----------- | ------ | ------ |
| 2018-2019        | Jong Ajax        | 1D               | 1          | 0          |                 | -               | -               |                    | -                  | -                  |             | -           | -           | 1      | 0      |
| 2020-2021        | Jong Ajax        | 1D               | 25         | 2          |                 | -               | -               |                    | -                  | -                  |             | -           | -           | 25     | 2      |
| 2021-2022        | Jong Ajax        | 1D               | 30         | 1          |                 | -               | -               |                    | -                  | -                  |             | -           | -           | 30     | 1      |
| Totale Jong Ajax | Totale Jong Ajax | Totale Jong Ajax | 56         | 3          |                 | -               | -               |                    | -                  | -                  |             | -           | -           | 56     | 3      |
| 2022-2023        | Groningen        | ED               | 6          | 0          | CO              | 0               | 0               |                    | -                  | -                  |             | -           | -           | 6      | 0      |
| Totale carriera  | Totale carriera  | Totale carriera  | 62         | 3          |                 | 0               | 0               |                    | -                  | -                  |             | -           | -           | 62     | 3      |